# Лінійне рівняння

Графічне зображення лінійних рівнянь.

Лінійне рівняння — рівняння, обидві частини якого визначають лінійними функціями. Найпростіший випадок має вигляд
{\displaystyle a\cdot x=b}
Числа а і b є коефіцієнтами лінійного рівняння: а — кутовий коефіцієнт при змінній і дорівнює тангенсу кута, що утворює графік функції з додатнім напрямком осі абсцис(X), b — вільний член,  показує координату точки перетину графіка  з віссю ординат(Y). 
Отримали назву лінійних через те, що визначають лінію на площині або в просторі.
У загальному випадку лінійним рівнянням є рівняння, що має наступну форму:
{\displaystyle a_{1}x_{1}+\cdots +a_{n}x_{n}+b=0,}
де {\displaystyle x_{1},\ldots ,x_{n}} — змінні (невідомі або невизначені) рівняння, а {\displaystyle b,a_{1},\ldots ,a_{n}} — коефіцієнти, що як правило є дійсними числами. Коефіцієнти можна розглядати як параметри рівняння, і можуть задаватися як довільні вирази, які не повинні мати ніяких змінних. 
Розв'язком такого рівняння будуть такі значення, які можна підставити замість невідомих, так що рівність стане істиною.

## Властивості лінійних рівнянь
- Якщо {\displaystyle a\neq 0}, рівняння має єдиний розв'язок:

{\displaystyle x={\frac {b}{a}}}
- Якщо тільки {\displaystyle a=0}, рівняння не має жодного кореня:

{\displaystyle x\cdot 0=b}
- Якщо ж і {\displaystyle a=0} і {\displaystyle b=0}, рівняння має безліч коренів:

{\displaystyle x\cdot 0=0}

## Спрощення рівняння до лінійного
Виконувати в такій послідовності:
1. Позбутися знаменників, якщо вони є.
2. Розділити рівняння на лінійні, якщо його подано у вигляді рівного нулеві добутку сум.
3. Розкрити дужки, якщо вони є. Якщо після цього утворилося багато членів у будь-якій його частині, то доцільно спочатку звести подібні доданки, а потім виконувати переноси.
4. Перенести члени зі змінними в ліву частину, а числа — в праву.
5. Звести подібні доданки.
6. Знайти корені.